# Powiat Staszowski
Der Powiat Staszowski ist ein Powiat (Kreis) in der polnischen Woiwodschaft Heiligkreuz. Der Powiat hat eine Fläche von 924,84 km², auf der 74.000 Einwohner leben.

## Gemeinden
Der Powiat umfasst acht Gemeinden, davon sechs Stadt-und-Land-Gemeinden und zwei Landgemeinden.

### Stadt-und-Land-Gemeinden
- Bogoria
- Oleśnica
- Osiek
- Połaniec
- Staszów
- Szydłów

### Landgemeinden
- Łubnice
- Rytwiany